# Coupe du monde de football des moins de 17 ans 2015
Navigation
Émirats arabes unis 2013 Inde 2017
La Coupe du monde de football des moins de 17 ans 2015 est la seizième édition de la Coupe du monde de football des moins de 17 ans et se déroule au Chili. Le pays organisateur a été choisi par le comité exécutif de la Fédération internationale de football association (FIFA) le 3 mars 2011. La sélection chilienne est donc qualifiée d'office pour cette compétition.

## Villes et stades
| La Serena                       | [[Fichier:Chile adm location map.svg\|390px\|{{#if:\|{{{alt}}}\|Coupe du monde de football des moins de 17 ans 2015 est dans la page Chili .]]Chillán Coquimbo Concepción La Serena Puerto Montt Santiago Talca Viña del Mar | Coquimbo                                           |
| ------------------------------- | --- | -------------------------------------------------- |
| Estadio La Portada              | [[Fichier:Chile adm location map.svg\|390px\|{{#if:\|{{{alt}}}\|Coupe du monde de football des moins de 17 ans 2015 est dans la page Chili .]]Chillán Coquimbo Concepción La Serena Puerto Montt Santiago Talca Viña del Mar | Estadio Municipal Francisco Sánchez Rumoroso       |
| Capacité: 17,194                | [[Fichier:Chile adm location map.svg\|390px\|{{#if:\|{{{alt}}}\|Coupe du monde de football des moins de 17 ans 2015 est dans la page Chili .]]Chillán Coquimbo Concepción La Serena Puerto Montt Santiago Talca Viña del Mar | Capacité: 18,750                                   |
|                                 | [[Fichier:Chile adm location map.svg\|390px\|{{#if:\|{{{alt}}}\|Coupe du monde de football des moins de 17 ans 2015 est dans la page Chili .]]Chillán Coquimbo Concepción La Serena Puerto Montt Santiago Talca Viña del Mar |                                                    |
| Viña del Mar                    | [[Fichier:Chile adm location map.svg\|390px\|{{#if:\|{{{alt}}}\|Coupe du monde de football des moins de 17 ans 2015 est dans la page Chili .]]Chillán Coquimbo Concepción La Serena Puerto Montt Santiago Talca Viña del Mar | Santiago                                           |
| Estadio Sausalito               | [[Fichier:Chile adm location map.svg\|390px\|{{#if:\|{{{alt}}}\|Coupe du monde de football des moins de 17 ans 2015 est dans la page Chili .]]Chillán Coquimbo Concepción La Serena Puerto Montt Santiago Talca Viña del Mar | Estadio Nacional Julio Martínez Prádanos           |
| Capacité: 22,340                | [[Fichier:Chile adm location map.svg\|390px\|{{#if:\|{{{alt}}}\|Coupe du monde de football des moins de 17 ans 2015 est dans la page Chili .]]Chillán Coquimbo Concepción La Serena Puerto Montt Santiago Talca Viña del Mar | Capacité: 48,665                                   |
|                                 | [[Fichier:Chile adm location map.svg\|390px\|{{#if:\|{{{alt}}}\|Coupe du monde de football des moins de 17 ans 2015 est dans la page Chili .]]Chillán Coquimbo Concepción La Serena Puerto Montt Santiago Talca Viña del Mar |                                                    |
| Talca                           | [[Fichier:Chile adm location map.svg\|390px\|{{#if:\|{{{alt}}}\|Coupe du monde de football des moins de 17 ans 2015 est dans la page Chili .]]Chillán Coquimbo Concepción La Serena Puerto Montt Santiago Talca Viña del Mar | Chillán                                            |
| Estadio Fiscal de Talca         | [[Fichier:Chile adm location map.svg\|390px\|{{#if:\|{{{alt}}}\|Coupe du monde de football des moins de 17 ans 2015 est dans la page Chili .]]Chillán Coquimbo Concepción La Serena Puerto Montt Santiago Talca Viña del Mar | Estadio Municipal de Chillán Nelson Oyarzún Arenas |
| Capacité: 8,200                 | [[Fichier:Chile adm location map.svg\|390px\|{{#if:\|{{{alt}}}\|Coupe du monde de football des moins de 17 ans 2015 est dans la page Chili .]]Chillán Coquimbo Concepción La Serena Puerto Montt Santiago Talca Viña del Mar | Capacité: 12,000                                   |
|                                 | [[Fichier:Chile adm location map.svg\|390px\|{{#if:\|{{{alt}}}\|Coupe du monde de football des moins de 17 ans 2015 est dans la page Chili .]]Chillán Coquimbo Concepción La Serena Puerto Montt Santiago Talca Viña del Mar |                                                    |
| Concepción                      | [[Fichier:Chile adm location map.svg\|390px\|{{#if:\|{{{alt}}}\|Coupe du monde de football des moins de 17 ans 2015 est dans la page Chili .]]Chillán Coquimbo Concepción La Serena Puerto Montt Santiago Talca Viña del Mar | Puerto Montt                                       |
| Estadio Municipal de Concepción | [[Fichier:Chile adm location map.svg\|390px\|{{#if:\|{{{alt}}}\|Coupe du monde de football des moins de 17 ans 2015 est dans la page Chili .]]Chillán Coquimbo Concepción La Serena Puerto Montt Santiago Talca Viña del Mar | Estadio Regional de Chinquihue                     |
| Capacité: 30,448                | [[Fichier:Chile adm location map.svg\|390px\|{{#if:\|{{{alt}}}\|Coupe du monde de football des moins de 17 ans 2015 est dans la page Chili .]]Chillán Coquimbo Concepción La Serena Puerto Montt Santiago Talca Viña del Mar | Capacité: 10,000                                   |
|                                 | [[Fichier:Chile adm location map.svg\|390px\|{{#if:\|{{{alt}}}\|Coupe du monde de football des moins de 17 ans 2015 est dans la page Chili .]]Chillán Coquimbo Concepción La Serena Puerto Montt Santiago Talca Viña del Mar |                                                    |

## Qualification
Mis à part le Chili, 23 équipes se sont qualifiées pour le tournoi.
| Confédération               | Tournoi qualificatif                                                                     | Qualifié(s)                                         |
| --------------------------- | ---------------------------------------------------------------------------------------- | --------------------------------------------------- |
| AFC (Asie)                  | Coupe d'Asie des nations de football des moins de 16 ans 2014                            | Australie Corée du Nord Corée du Sud Syrie          |
| CAF (Afrique)               | Coupe d'Afrique des nations des moins de 17 ans 2015                                     | Guinée Mali Nigeria Afrique du Sud                  |
| CONCACAF (Amérique du Nord) | Championnat d'Amérique du Nord, centrale et Caraïbe de football des moins de 17 ans 2015 | Costa Rica Honduras Mexique États-Unis              |
| CONMEBOL (Amérique du Sud)  | Championnat des moins de 17 ans de la CONMEBOL 2015                                      | Argentine Brésil Équateur Paraguay                  |
| OFC (Océanie)               | Tournoi qualificatif de l'OFC des moins de 17 ans 2015                                   | Nouvelle-Zélande                                    |
| UEFA (Europe)               | Championnat d'Europe de football des moins de 17 ans 2015                                | Belgique Allemagne Russie France Croatie Angleterre |
| Pays hôte                   | Pays hôte                                                                                | Chili                                               |

## Phase finale

### Premier tour

#### Groupe A
| Rang | Équipe     | Pts | J | G | N | P | Bp | Bc | Diff |
| ---- | ---------- | --- | - | - | - | - | -- | -- | ---- |
| 1    | Nigeria    | 6   | 3 | 2 | 0 | 1 | 8  | 3  | +5   |
| 2    | Croatie    | 5   | 3 | 1 | 2 | 0 | 5  | 4  | +1   |
| 3    | Chili      | 4   | 3 | 1 | 1 | 1 | 6  | 7  | -1   |
| 4    | États-Unis | 1   | 3 | 0 | 1 | 2 | 3  | 8  | -5   |

| J 1                   | Nigeria                                | 2 - 0 | États-Unis | Estadio Nacional Julio Martínez Prádanos, Santiago |                           |
| 17 octobre 2015 17h00 | Chukwudi Agor 50e · Victor Osimhen 61e |       |            | Arbitrage : Deniz Aytekin                          | Arbitrage : Deniz Aytekin |

| J 1                   | Chili           | 1 - 1 | Croatie        | Estadio Nacional Julio Martínez Prádanos, Santiago |                                   |
| 17 octobre 2015 20h00 | Yerko Leiva 33e |       | 8e Nikola Moro | Arbitrage : Abdulrahman Al Jassim                  | Arbitrage : Abdulrahman Al Jassim |

| J 2                   | États-Unis                                  | 2 - 2 | Croatie                             | Estadio Nacional Julio Martínez Prádanos, Santiago |                             |
| 20 octobre 2015 17h00 | Christian Pulisic 20e · Brandon Vazquez 40e |       | 65e Karlo Majic · 77e Luka Ivanusec | Arbitrage : Enrique Caceres                        | Arbitrage : Enrique Caceres |

| J 2                   | Chili             | 1 - 5 | Nigeria                                                                 | Estadio Nacional Julio Martínez Prádanos, Santiago |                         |
| 20 octobre 2015 20h00 | Marco Allende 81e |       | 1re 61e Samuel Chukwueze · 17e Kelechi Nwakali · 66e 86e Victor Osimhen | Arbitrage : Rudy Buquet                            | Arbitrage : Rudy Buquet |

| J 3                   | États-Unis          | 1 - 4 | Chili                                                                            | Estadio Sausalito, Viña del Mar |                       |
| 23 octobre 2015 20h00 | Brandon Vazquez 10e |       | 20e Marcelo Allende · 52e Gabriel Mazuela · 86e Gonzalo Jara · 90+3e Camilo Moya | Arbitrage : Matej Jug           | Arbitrage : Matej Jug |

| J 3                   | Croatie                             | 2 - 1 | Nigeria            | Stade Francisco Sánchez Rumoroso, Coquimbo |                              |
| 23 octobre 2015 20h00 | Josip Brekalo 50e · Karlo Majic 54e |       | 20e Victor Osimhen | Arbitrage : Wilson Lamouroux               | Arbitrage : Wilson Lamouroux |

#### Groupe B
| Rang | Équipe       | Pts | J | G | N | P | Bp | Bc | Diff |
| ---- | ------------ | --- | - | - | - | - | -- | -- | ---- |
| 1    | Corée du Sud | 7   | 3 | 2 | 1 | 0 | 2  | 0  | +2   |
| 2    | Brésil       | 6   | 3 | 2 | 0 | 1 | 4  | 2  | +2   |
| 3    | Angleterre   | 2   | 3 | 0 | 2 | 1 | 1  | 2  | -1   |
| 4    | Guinée       | 1   | 3 | 0 | 1 | 2 | 2  | 5  | -3   |

| J 1, match d'ouverture | Angleterre       | 1 - 1 | Guinée            | Stade Francisco Sánchez Rumoroso, Coquimbo |                           |
| 17 octobre 2015 16h00  | Kaylen Hinds 61e |       | 76e Naby Bangoura | Arbitrage : Roberto Tobar                  | Arbitrage : Roberto Tobar |

| J 1                   | Brésil | 0 - 1 | Corée du Sud    | Stade Francisco Sánchez Rumoroso, Coquimbo |                             |
| 17 octobre 2015 19h00 |        |       | 79e Jaewon Jang | Arbitrage : Ricardo Montero                | Arbitrage : Ricardo Montero |

| J 2                   | Angleterre | 0 - 1 | Brésil      | Stade Francisco Sánchez Rumoroso, Coquimbo |                                      |
| 20 octobre 2015 17h00 |            |       | 67e Leandro | Arbitrage : Mohammed Abdulla Mohamed       | Arbitrage : Mohammed Abdulla Mohamed |

| J 2                   | Corée du Sud | 1 - 0 | Guinée | Stade Francisco Sánchez Rumoroso, Coquimbo |                              |
| 20 octobre 2015 20h00 | Sehun Oh 90e |       |        | Arbitrage : Hector Rodriguez               | Arbitrage : Hector Rodriguez |

| J 3                   | Guinée            | 1 - 3 | Brésil                                        | Estadio Sausalito, Viña del Mar |                           |
| 23 octobre 2015 17h00 | Morlaye Sylla 83e |       | 15e (pen.) Lincoln · 33e Leandro · 67e Arthur | Arbitrage : Deniz Aytekin       | Arbitrage : Deniz Aytekin |

| J 3                   | Corée du Sud | 0 - 0 | Angleterre | Stade Francisco Sánchez Rumoroso, Coquimbo |                             |
| 23 octobre 2015 17h00 |              |       |            | Arbitrage : Valdin Legister                | Arbitrage : Valdin Legister |

#### Groupe C
| Rang | Équipe    | Pts | J | G | N | P | Bp | Bc | Diff |
| ---- | --------- | --- | - | - | - | - | -- | -- | ---- |
| 1    | Mexique   | 7   | 3 | 2 | 1 | 0 | 4  | 1  | +3   |
| 2    | Allemagne | 6   | 3 | 2 | 0 | 1 | 9  | 3  | +6   |
| 3    | Australie | 4   | 3 | 1 | 1 | 1 | 3  | 5  | -2   |
| 4    | Argentine | 0   | 3 | 0 | 0 | 3 | 1  | 8  | -7   |

| J 1                   | Australie         | 1 - 4 | Allemagne                                                           | Estadio Nelson Oyarzún Arenas, Chillán |                        |
| 18 octobre 2015 16h00 | Pierce Waring 54e |       | 14e Felix Passlack · 26e 39e Johannes Eggestein · 65e Vitaly Janelt | Arbitrage : Mehdi Abid                 | Arbitrage : Mehdi Abid |

| J 1                   | Mexique                                  | 2 - 0 | Argentine | Estadio Nelson Oyarzún Arenas, Chillán |                            |
| 18 octobre 2015 19h00 | Kevin Magana 10e · Francisco Venegas 77e |       |           | Arbitrage : Danny Makkelie             | Arbitrage : Danny Makkelie |

| J 2                   | Australie | 0 - 0 | Mexique | Estadio Nelson Oyarzún Arenas, Chillán |                           |
| 21 octobre 2015 17h00 |           |       |         | Arbitrage : Janny Sikazwe              | Arbitrage : Janny Sikazwe |

| J 2                   | Argentine | 0 - 4 | Allemagne                                                                           | Estadio Nelson Oyarzún Arenas, Chillán |                             |
| 21 octobre 2015 20h00 |           |       | 5e Vitaly Janelt · 32e Johannes Eggestein · 45e Felix Passlack · 67e Niklas Schmidt | Arbitrage : Ricardo Montero            | Arbitrage : Ricardo Montero |

| J 3                   | Argentine                 | 1 - 2 | Australie                | Estadio Nelson Oyarzún Arenas, Chillán |                          |
| 24 octobre 2015 19h00 | Tomas Conechny 67e (pen.) |       | 25e 52e Nicholas Panetta | Arbitrage : Ruddy Buquet               | Arbitrage : Ruddy Buquet |

| J 3                   | Allemagne              | 1 - 2 | Mexique                                 | Estadio Fiscal, Talca       |                             |
| 24 octobre 2015 19h00 | Johannes Eggestein 68e |       | 59e Pablo López · 65e Francisco Venegas | Arbitrage : Enrique Caceres | Arbitrage : Enrique Caceres |

#### Groupe D
| Rang | Équipe   | Pts | J | G | N | P | Bp | Bc | Diff |
| ---- | -------- | --- | - | - | - | - | -- | -- | ---- |
| 1    | Mali     | 7   | 3 | 2 | 1 | 0 | 5  | 1  | +4   |
| 2    | Équateur | 6   | 3 | 2 | 0 | 1 | 6  | 3  | +3   |
| 3    | Belgique | 4   | 3 | 1 | 1 | 1 | 2  | 3  | -1   |
| 4    | Honduras | 0   | 3 | 0 | 0 | 3 | 2  | 8  | -6   |

| J 1                   | Belgique | 0 - 0 | Mali | Estadio Fiscal, Talca    |                          |
| 18 octobre 2015 16h00 |          |       |      | Arbitrage : Nick Waldron | Arbitrage : Nick Waldron |

| J 1                   | Honduras          | 1 - 3 | Équateur                                                    | Estadio Fiscal, Talca      |                            |
| 18 octobre 2015 19h00 | Foselyn Grant 83e |       | 7e Yeison Guerrero · 19e Pervis Estupiñán · 76e Joan Cortez | Arbitrage : Michael Oliver | Arbitrage : Michael Oliver |

| J 2                   | Belgique                          | 2 - 1 | Honduras         | Estadio Fiscal, Talca  |                        |
| 21 octobre 2015 17h00 | Jorn Vancamp 19e · Dante Rigo 78e |       | 49e Jafeth Leiva | Arbitrage : Diego Haro | Arbitrage : Diego Haro |

| J 2                   | Équateur             | 1 - 2 | Mali                               | Estadio Fiscal, Talca            |                                  |
| 21 octobre 2015 20h00 | Pervis Estupiñán 70e |       | 9e Boubacar Traore · 61e Aly Malle | Arbitrage : Martin Strombergsson | Arbitrage : Martin Strombergsson |

| J 3                   | Mali                                                 | 3 - 0 | Honduras | Estadio Nelson Oyarzún Arenas, Chillán |                          |
| 24 octobre 2015 16h00 | Amadou Haidara 7e · Abdoul Dante 34e · Aly Malle 56e |       |          | Arbitrage : Nick Waldron               | Arbitrage : Nick Waldron |

| J 3                   | Équateur                                    | 2 - 0 | Belgique | Estadio Fiscal, Talca             |                                   |
| 24 octobre 2015 16h00 | Washington Corozo 40e · Yeison Guerrero 73e |       |          | Arbitrage : Abdulrahman Al Jassim | Arbitrage : Abdulrahman Al Jassim |

#### Groupe E
| Rang | Équipe         | Pts | J | G | N | P | Bp | Bc | Diff |
| ---- | -------------- | --- | - | - | - | - | -- | -- | ---- |
| 1    | Russie         | 7   | 3 | 2 | 1 | 0 | 5  | 1  | +4   |
| 2    | Costa Rica     | 4   | 3 | 1 | 1 | 1 | 4  | 4  | 0    |
| 3    | Corée du Nord  | 4   | 3 | 1 | 1 | 1 | 3  | 4  | -1   |
| 4    | Afrique du Sud | 1   | 3 | 0 | 1 | 2 | 2  | 5  | -3   |

| J 1                   | Afrique du Sud    | 1 - 2 | Costa Rica                      | Estadio Municipal de Concepción, Concepción |                             |
| 19 octobre 2015 16h00 | Khanyisa Mayo 90e |       | 7e Kevin Masis · 63e Andy Reyes | Arbitrage : Mohd Bin Yaacob                 | Arbitrage : Mohd Bin Yaacob |

| J 1                   | Corée du Nord | 0 - 2 | Russie                             | Estadio Municipal de Concepción, Concepción |                              |
| 19 octobre 2015 20h00 |               |       | 3e Ivan Galanin · 52e Fedor Chalov | Arbitrage : Wilson Lamouroux                | Arbitrage : Wilson Lamouroux |

| J 2                   | Afrique du Sud      | 1 - 1 | Corée du Nord   | Estadio Municipal de Concepción, Concepción |                               |
| 22 octobre 2015 17h00 | Thendo Mukumela 10e |       | 17e Kim Wi Song | Arbitrage : Yevhen Aranovskiy               | Arbitrage : Yevhen Aranovskiy |

| J 2                   | Russie           | 1 - 1 | Costa Rica         | Estadio Municipal de Concepción, Concepción |                           |
| 22 octobre 2015 20h00 | Fedor Chalov 82e |       | 71e Sergio Ramirez | Arbitrage : Roberto Tobar                   | Arbitrage : Roberto Tobar |

| J 3                   | Russie                          | 2 - 0 | Afrique du Sud | Estadio Municipal de Concepción, Concepción |                        |
| 25 octobre 2015 19h00 | Georgy Makhatadze 5e (pen.) 89e |       |                | Arbitrage : Diego Haro                      | Arbitrage : Diego Haro |

| J 3                   | Costa Rica      | 1 - 2 | Corée du Nord                            | Estadio Regional de Chinquihue, Puerto Montt |                            |
| 25 octobre 2015 19h00 | Diego Mesen 84e |       | 14e Pak Yong Gwan · 90+3e Jong Chang Bom | Arbitrage : Danny Makkelie                   | Arbitrage : Danny Makkelie |

#### Groupe F
| Rang | Équipe           | Pts | J | G | N | P | Bp | Bc | Diff |
| ---- | ---------------- | --- | - | - | - | - | -- | -- | ---- |
| 1    | France           | 9   | 3 | 3 | 0 | 0 | 14 | 4  | +10  |
| 2    | Nouvelle-Zélande | 4   | 3 | 1 | 1 | 1 | 3  | 7  | -4   |
| 3    | Paraguay         | 3   | 3 | 1 | 0 | 2 | 8  | 7  | +1   |
| 4    | Syrie            | 1   | 3 | 0 | 1 | 2 | 1  | 8  | -7   |

| J 1                   | Nouvelle-Zélande  | 1 - 6 | France | Estadio Regional de Chinquihue, Puerto Montt |                             |
| 19 octobre 2015 17h00 | James McGarry 76e |       | 16e (csc) James McGarry · 32e Bilal Boutobba · 34e Yanis Martinez · 42e Mamadou Doucoure · 45e Alec Georgen · 90+2e Odsonne Édouard | Arbitrage : Valdin Legister                  | Arbitrage : Valdin Legister |

| J 1                   | Syrie          | 1 - 4 | Paraguay                                                                      | Estadio Regional de Chinquihue, Puerto Montt |                       |
| 19 octobre 2015 20h00 | Anas Alaji 62e |       | 30e Jorge Morel · 34e Julio Villalba · 65e Josue Colman · 90e Carlos Ferreira | Arbitrage : Matej Jug                        | Arbitrage : Matej Jug |

| J 2                   | Nouvelle-Zélande | 0 - 0 | Syrie | Estadio Regional de Chinquihue, Puerto Montt |                             |
| 22 octobre 2015 17h00 |                  |       |       | Arbitrage : Malang Diedhiou                  | Arbitrage : Malang Diedhiou |

| J 2                   | Paraguay                                                      | 3 - 4 | France                                                           | Estadio Regional de Chinquihue, Puerto Montt |                               |
| 22 octobre 2015 20h00 | Arturo Aranda 6e · Julio Villalba 57e · Cristhian Paredes 62e |       | 3e Bilal Boutobba · 22e 71e Jonathan Ikoné · 59e Dayot Upamecano | Arbitrage : Mehdi Abib Charef                | Arbitrage : Mehdi Abib Charef |

| J 3                   | France                                                                    | 4 - 0 | Syrie | Estadio Municipal de Concepción, Concepción |                           |
| 25 octobre 2015 16h00 | Nicolas Janvier 22e 46e · Odsonne Édouard 32e · Alexis Claude-Maurice 66e |       |       | Arbitrage : Janny Sikazwe                   | Arbitrage : Janny Sikazwe |

| J 3                   | Paraguay              | 1 - 2 | Nouvelle-Zélande                        | Estadio Regional de Chinquihue, Puerto Montt |                                 |
| 25 octobre 2015 16h00 | Marcelino Namandu 43e |       | 11e Hunter Ashworth · 90+1e Lucas Imrie | Arbitrage : Ievgenii Aranovskyi              | Arbitrage : Ievgenii Aranovskyi |

#### Classement des troisièmes de groupe
Les 4 meilleurs troisièmes sont repêchés pour compléter le tableau des huitièmes de finale.
| Groupe | Équipe        | Pts | J | G | N | P | Bp | Bc | Diff |
| ------ | ------------- | --- | - | - | - | - | -- | -- | ---- |
| A      | Chili         | 4   | 3 | 1 | 1 | 1 | 6  | 7  | -1   |
| E      | Corée du Nord | 4   | 3 | 1 | 1 | 1 | 3  | 4  | -1   |
| D      | Belgique      | 4   | 3 | 1 | 1 | 1 | 2  | 3  | -1   |
| C      | Australie     | 4   | 3 | 1 | 1 | 1 | 3  | 5  | -2   |
| F      | Paraguay      | 3   | 3 | 1 | 0 | 2 | 8  | 7  | +1   |
| B      | Angleterre    | 2   | 3 | 0 | 2 | 1 | 1  | 2  | -1   |

### Tableau final
|  | Huitièmes de finale       | Huitièmes de finale         |          |                           | Quarts de finale          | Quarts de finale       |   |  | Demi-finales           | Demi-finales           |  |  | Finale                    | Finale                    |
|  | Huitièmes de finale       | Huitièmes de finale         |          |                           | Quarts de finale          | Quarts de finale       |   |  | Demi-finales           | Demi-finales           |  |  | Finale                    | Finale                    |
|  |                           |                             |          |                           |                           |                        |   |  |                        |                        |  |  |                           |                           |
|  | 29 octobre à Concepción   | 29 octobre à Concepción     |          |                           | 1er novembre à Chillán    | 1er novembre à Chillán |   |  | 5 novembre à La Serena | 5 novembre à La Serena |  |  | 8 novembre à Viña del Mar | 8 novembre à Viña del Mar |
|  | 29 octobre à Concepción   | 29 octobre à Concepción     |          |                           | 1er novembre à Chillán    | 1er novembre à Chillán |   |  | 5 novembre à La Serena | 5 novembre à La Serena |  |  | 8 novembre à Viña del Mar | 8 novembre à Viña del Mar |
|  | Croatie                   | 2                           |          |                           | 1er novembre à Chillán    | 1er novembre à Chillán |   |  | 5 novembre à La Serena | 5 novembre à La Serena |  |  | 8 novembre à Viña del Mar | 8 novembre à Viña del Mar |
|  | Croatie                   | 2                           |          |                           | 1er novembre à Chillán    | 1er novembre à Chillán |   |  | 5 novembre à La Serena | 5 novembre à La Serena |  |  | 8 novembre à Viña del Mar | 8 novembre à Viña del Mar |
|  | Allemagne                 | 0                           |          |                           | 1er novembre à Chillán    | 1er novembre à Chillán |   |  | 5 novembre à La Serena | 5 novembre à La Serena |  |  | 8 novembre à Viña del Mar | 8 novembre à Viña del Mar |
|  | Allemagne                 | 0                           | Croatie  | 0                         |                           |                        |   |  | 5 novembre à La Serena | 5 novembre à La Serena |  |  | 8 novembre à Viña del Mar | 8 novembre à Viña del Mar |
|  | 29 octobre à Talca        |                             | Croatie  | 0                         |                           |                        |   |  | 5 novembre à La Serena | 5 novembre à La Serena |  |  | 8 novembre à Viña del Mar | 8 novembre à Viña del Mar |
|  |                           | Mali                        | 1        |                           |                           |                        |   |  | 5 novembre à La Serena | 5 novembre à La Serena |  |  | 8 novembre à Viña del Mar | 8 novembre à Viña del Mar |
|  | Mali                      | Mali                        | 1        | 3                         |                           |                        |   |  | 5 novembre à La Serena | 5 novembre à La Serena |  |  | 8 novembre à Viña del Mar | 8 novembre à Viña del Mar |
|  | Mali                      | 2 novembre à Concepción     |          | 3                         |                           |                        |   |  | 5 novembre à La Serena | 5 novembre à La Serena |  |  | 8 novembre à Viña del Mar | 8 novembre à Viña del Mar |
|  | Corée du Nord             | 0                           |          |                           |                           |                        |   |  | 5 novembre à La Serena | 5 novembre à La Serena |  |  | 8 novembre à Viña del Mar | 8 novembre à Viña del Mar |
|  | Corée du Nord             | 0                           | Mali     | 3                         |                           |                        |   |  |                        |                        |  |  | 8 novembre à Viña del Mar | 8 novembre à Viña del Mar |
|  | 28 octobre à La Serena    |                             | Mali     | 3                         |                           |                        |   |  |                        |                        |  |  | 8 novembre à Viña del Mar | 8 novembre à Viña del Mar |
|  |                           | Belgique                    | 1        |                           |                           |                        |   |  |                        |                        |  |  | 8 novembre à Viña del Mar | 8 novembre à Viña del Mar |
|  | Corée du Sud              | Belgique                    | 1        | 0                         |                           |                        |   |  |                        |                        |  |  | 8 novembre à Viña del Mar | 8 novembre à Viña del Mar |
|  | Corée du Sud              | 5 novembre à Concepción     |          | 0                         |                           |                        |   |  |                        |                        |  |  | 8 novembre à Viña del Mar | 8 novembre à Viña del Mar |
|  | Belgique                  | 2                           |          |                           |                           |                        |   |  |                        |                        |  |  | 8 novembre à Viña del Mar | 8 novembre à Viña del Mar |
|  | Belgique                  | 2                           | Belgique | 1                         |                           |                        |   |  |                        |                        |  |  | 8 novembre à Viña del Mar | 8 novembre à Viña del Mar |
|  | 29 octobre à Puerto Montt |                             | Belgique | 1                         |                           |                        |   |  |                        |                        |  |  | 8 novembre à Viña del Mar | 8 novembre à Viña del Mar |
|  |                           | Costa Rica                  | 0        |                           |                           |                        |   |  |                        |                        |  |  | 8 novembre à Viña del Mar | 8 novembre à Viña del Mar |
|  | France                    | Costa Rica                  | 0        | 0 (3)                     |                           |                        |   |  |                        |                        |  |  | 8 novembre à Viña del Mar | 8 novembre à Viña del Mar |
|  | France                    | 2 novembre à Coquimbo       |          | 0 (3)                     |                           |                        |   |  |                        |                        |  |  | 8 novembre à Viña del Mar | 8 novembre à Viña del Mar |
|  | Costa Rica                | 0 tab(5)                    |          |                           |                           |                        |   |  |                        |                        |  |  | 8 novembre à Viña del Mar | 8 novembre à Viña del Mar |
|  | Costa Rica                | 0 tab(5)                    | Mali     | 0                         |                           |                        |   |  |                        |                        |  |  |                           |                           |
|  | 29 octobre à Concepción   |                             | Mali     | 0                         |                           |                        |   |  |                        |                        |  |  |                           |                           |
|  |                           | Nigeria                     | 2        |                           |                           |                        |   |  |                        |                        |  |  |                           |                           |
|  | Russie                    | Nigeria                     | 2        | 1                         |                           |                        |   |  |                        |                        |  |  |                           |                           |
|  | Russie                    |                             |          | 1                         |                           |                        |   |  |                        |                        |  |  |                           |                           |
|  | Équateur                  | 4                           |          |                           |                           |                        |   |  |                        |                        |  |  |                           |                           |
|  | Équateur                  | 4                           | Équateur | 0                         |                           |                        |   |  |                        |                        |  |  |                           |                           |
|  | 28 octobre à Chillán      |                             | Équateur | 0                         |                           |                        |   |  |                        |                        |  |  |                           |                           |
|  |                           | Mexique                     | 2        |                           |                           |                        |   |  |                        |                        |  |  |                           |                           |
|  | Mexique                   | Mexique                     | 2        | 4                         |                           |                        |   |  |                        |                        |  |  |                           |                           |
|  | Mexique                   | 1er novembre à Viña del Mar |          | 4                         |                           |                        |   |  |                        |                        |  |  |                           |                           |
|  | Chili                     | 1                           |          |                           |                           |                        |   |  |                        |                        |  |  |                           |                           |
|  | Chili                     | 1                           | Mexique  | 2                         |                           |                        |   |  |                        |                        |  |  |                           |                           |
|  | 28 octobre à Viña del Mar |                             | Mexique  | 2                         |                           |                        |   |  |                        |                        |  |  |                           |                           |
|  |                           | Nigeria                     | 4        |                           |                           |                        |   |  |                        |                        |  |  |                           |                           |
|  | Brésil                    | Nigeria                     | 4        | 1                         |                           |                        |   |  |                        |                        |  |  |                           |                           |
|  | Brésil                    |                             |          | 1                         |                           |                        |   |  |                        |                        |  |  |                           |                           |
|  | Nouvelle-Zélande          | 0                           |          | Match pour la 3e place    | Match pour la 3e place    |                        |   |  |                        |                        |  |  |                           |                           |
|  | Nouvelle-Zélande          | 0                           | Brésil   | Match pour la 3e place    | Match pour la 3e place    | 0                      |   |  |                        |                        |  |  |                           |                           |
|  | 28 octobre à Viña del Mar | 28 octobre à Viña del Mar   | Brésil   | 8 novembre à Viña del Mar | 8 novembre à Viña del Mar | 0                      |   |  |                        |                        |  |  |                           |                           |
|  | 28 octobre à Viña del Mar | 28 octobre à Viña del Mar   |          | 8 novembre à Viña del Mar | 8 novembre à Viña del Mar | Nigeria                | 3 |  |                        |                        |  |  |                           |                           |
|  | Nigeria                   | 6                           | Belgique | 3                         |                           | Nigeria                | 3 |  |                        |                        |  |  |                           |                           |
|  | Nigeria                   | 6                           | Belgique | 3                         |                           |                        |   |  |                        |                        |  |  |                           |                           |
|  | Australie                 | 0                           |          | Mexique                   | 2                         |                        |   |  |                        |                        |  |  |                           |                           |
|  | Australie                 | 0                           |          | Mexique                   | 2                         |                        |   |  |                        |                        |  |  |                           |                           |

### Huitièmes de finale
| 28 octobre 2015 | Brésil                          | 1 - 0   | Nouvelle-Zélande | Estadio Sausalito, Viña del Mar |                             |
| 17 h 00         | Luís Henrique (en) 90+6e (pen.) | (0 - 0) |                  | Arbitrage : Mohd Bin Yaacob     | Arbitrage : Mohd Bin Yaacob |

| 28 octobre 2015 | Mexique                                                                                  | 4 - 1   | Chili           | Estadio Municipal Nelson Oyarzún Arenas, Chillán |                            |
| 17 h 00         | Claudio Zamudio 42e · Pablo López 61e · Eduardo Aguirre 69e · Diego Cortes Padilla 90+3e | (1 - 1) | 40e Brian Leiva | Arbitrage : Michael Oliver                       | Arbitrage : Michael Oliver |

| 28 octobre 2015 | Nigeria                                                                                                | 6 - 0   | Australie | Estadio Sausalito, Viña del Mar |                           |
| 20 h 00         | Victor Osimhen 22e, 73e, 79e · Kelechi Nwakali 25e (pen.) · Edidiong Essien 86e · Samuel Chukwueze 88e | (2 - 0) |           | Arbitrage : Roberto Tobar       | Arbitrage : Roberto Tobar |

| 28 octobre 2015 | Corée du Sud | 0 - 2   | Belgique                                | Estadio La Portada, La Serena |                             |
| 20 h 00         |              | (0 - 1) | 11e Jorn Vancamp · 67e Matthias Verreth | Arbitrage : Malang Diedhiou   | Arbitrage : Malang Diedhiou |

| 29 octobre 2015 | Croatie                              | 2 - 0   | Allemagne | Estadio Municipal de Concepción, Concepción |                                  |
| 17 h 00         | Nikola Moro 18e · Davor Lovren 90+1e | (1 - 0) |           | Arbitrage : Martin Strombergsson            | Arbitrage : Martin Strombergsson |

| 29 octobre 2015 | Mali                                      | 3 - 0   | Corée du Nord | Estadio Fiscal de Talca, Talca |                              |
| 17 h 00         | Amadou Haidara 8e · Sidiki Maiga 37e, 48e | (2 - 0) |               | Arbitrage : Hector Rodriguez   | Arbitrage : Hector Rodriguez |

| 29 octobre 2015 | Russie           | 1 - 4   | Équateur                                                                        | Estadio Municipal de Concepción, Concepción |                                      |
| 20 h 00         | Fedor Chalov 16e | (1 - 2) | 3e, 65e Jhon Sergio Pereira · 17e Washington Corozo · 78e Juan Enrique Nazareno | Arbitrage : Mohammed Abdulla Mohamed        | Arbitrage : Mohammed Abdulla Mohamed |

| 29 octobre 2015 | France            | 0 - 0   | Costa Rica | Estadio Regional de Chinquihue, Puerto Montt |                              |
| 20 h 00         |                   | (0 - 0) |            | Arbitrage : Wilson Lamouroux                 | Arbitrage : Wilson Lamouroux |
| 20 h 00         | Tirs au but 3 - 5 |         |            | Arbitrage : Wilson Lamouroux                 | Arbitrage : Wilson Lamouroux |

### Quarts de finale
| 1 novembre 2015 | Brésil | 0 - 3   | Nigeria                                                                | Estadio Sausalito, Viña del Mar |                       |
| 16 h 00         |        | (0 - 3) | 29e Victor Osimhen · 30e Kingsley Dogo Michael · 34e Udochukwu Anumudu | Arbitrage : Matej Jug           | Arbitrage : Matej Jug |

| 1 novembre 2015 | Croatie | 0 - 1   | Mali            | Estadio Municipal Nelson Oyarzún Arenas, Chillán |                             |
| 19 h 00         |         | (0 - 1) | 20e Sekou Koita | Arbitrage : Enrique Caceres                      | Arbitrage : Enrique Caceres |

| 2 novembre 2015 | Équateur | 0 - 2   | Mexique                           | Estadio Municipal Francisco Sánchez Rumoroso, Coquimbo |                          |
| 17 h 00         |          | (0 - 1) | 41e Claudio Zamudio · 55e Salazar | Arbitrage : Ruddy Buquet                               | Arbitrage : Ruddy Buquet |

| 2 novembre 2015 | Belgique       | 1 - 0   | Costa Rica | Estadio Municipal de Concepción, Concepción |                           |
| 20 h 00         | Dante Rigo 27e | (1 - 0) |            | Arbitrage : Janny Sikazwe                   | Arbitrage : Janny Sikazwe |

### Demi-finales
| 5 novembre 2015 | Mali                                                     | 3 - 1   | Belgique       | Estadio La Portada, La Serena |                           |
| 17 h 00         | Traore Boubacar 22e · Sidiki Maiga 55e · Sekou Koita 85e | (1 - 1) | 16e Dante Rigo | Arbitrage : Roberto Tobar     | Arbitrage : Roberto Tobar |

| 5 novembre 2015 | Mexique                            | 2 - 4   | Nigeria                                                                                  | Estadio Municipal de Concepción, Concepción |                                      |
| 20 h 00         | Kevin Magaña 7e · Diego Cortés 59e | (1 - 2) | 35e Kelechi Nwakali · 43e Orji Okwonkwo · 67e Osinachi Ebere · 83e (pen.) Victor Osimhen | Arbitrage : Mohammed Abdulla Mohamed        | Arbitrage : Mohammed Abdulla Mohamed |

### Match pour la troisième place
| 8 novembre 2015 | Belgique                                                             | 3-2   | Mexique                                          | Estadio Sausalito, Viña del Mar   |                                   |
| 16 h 00         | 54e Dennis Van Vaerenbergh · 73e Dante Vanzeir · 90+3e Dante Vanzeir | (0-0) | 57e (pen.) Ricardo Marin · 88e Francisco Venegas | Arbitrage : Abdulrahman Al Jassim | Arbitrage : Abdulrahman Al Jassim |

### Finale
| Finale                  | Mali | 0-2   | Nigeria                                  | Estadio Sausalito, Viña del Mar |                            |
| 8 novembre 2015 19 h 00 |      | (0-0) | 56e Victor Osimhen · 59e Funsho Bamgboye | Arbitrage : Michael Oliver      | Arbitrage : Michael Oliver |

## Buteurs
| Cls | Joueur             | Buts |
| --- | ------------------ | ---- |
| 1   | Victor Osimhen     | 10   |
| 2   | Johannes Eggestein | 4    |
| 3   | Samuel Chukwueze   | 3    |
| 3   | Kelechi Nwakali    | 3    |
| 3   | Fedor Chalov       | 3    |
| 3   | Sidiki Maïga       | 3    |
| 3   | Dante Rigo         | 3    |
| 3   | Francisco Venegas  | 3    |
| 4   | 28 joueurs         | 2    |
| 5   | 62 joueurs         | 1    |